# Équipe d'Espagne de beach soccer
L'équipe d'Espagne de beach soccer est une sélection qui réunit les meilleurs joueurs espagnols dans cette discipline, sous la direction de la Fédération royale espagnole de football.

## Histoire
À la fin des années 1990, le beach soccer prend son essor en Espagne. Un tournoi joué à Alicante est la première apparition d’une équipe nationale dirigée par Lobo Carrasco et dans lequel l’ancien footballeur convoque des joueurs réputés comme Abel Resino, Joaquín Alonso, Rafael Gordillo. Après le succès de cette première expérience et déjà avec Joaquín Alonso dans la double fonction d’entraîneur-joueur, d’autres joueurs célèbres s'ajoutent, dont Emilio Butragueño, Quique Setién, Míchel, Manuel Sarabia, Alberto Górriz, Jesús Angoy[réf. nécessaire].
En 2013, la sélection espagnole Coupe du monde après une absence inattendue lors de l'édition 2011. Malgré ses nombreux titres de championne d'Europe, la Roja ne brille pas de la même manière sur la scène mondiale, où sa meilleure performance reste la 4e place décrochée en 2008. Les espagnols valident leur billet pour Tahiti 2013 au terme d'un parcours sans échec lors des qualifications européennes disputées en 2012 à Moscou. En finale, la sélection ibérique bat la Russie, organisatrice de l'épreuve et championne du monde en titre.
Forts de leurs multiples sacres continentaux, les Espagnols cherchent à Tahiti à conquérir enfin un titre mondial qui continue de leur résister malgré leur palmarès impressionnant. Sans l'emblématique Ramiro Figueiras Amarelle, la sélection espagnole s'appuie toujours sur deux joueurs présents depuis la première édition de l'épreuve reine de la discipline en 2005, à savoir Nico et l'entraîneur Joaquín Alonso.
Pour son retour dans l'épreuve, l'Espagne réalise un parcours parfait. Tombé dans le groupe du pays hôte, Tahiti, des États-Unis et des Émirats arabes unis, les ibériques se qualifient dès la deuxième journée en battant les américains (5-4) et les arabes (5-2), dans la douleur cependant. Lors de la dernière journée, l'Espagne se qualifie à la première place en battant aisément l'hôte tahitien (4-2). En quart, les Espagnols battent le Salvador (2-1) avant de tomber face au multiple champion du monde brésiliens. Après prolongations, ils viennent à bout du Brésil sur le même score (2-1) et se qualifie pour leur troisième finale de Coupe du monde après 2003 et 2004. En finale, il n'y a pas de miracle pour l'Espagne qui doit s'incliner face à la puissance des Russes, qui confirment leur nouveau statut en remportant leur deuxième titre consécutif (5-1).

## Palmarès
| Compétitions mondiales | Compétitions continentales |
| --- | --- |
| - Coupe du monde - Finaliste : 2003, 2004 et 2013 - 3e : 2000 - BSWW Mundialito (1) - Vainqueur : 2013 - Finaliste : 1997 et 2004 - 3e : 2001, 2003 et 2009 - Coupe latine - Finaliste : 2000, 2004 - 3e : 1998, 1999, 2006 - Coupe intercontinentale - 3e en 2019 | - Euro Beach Soccer League (5) - Vainqueur : 1999, 2000, 2001, 2003 et 2006 - Finaliste : 2002 et 2014 - Euro Beach Soccer Cup (3) - Vainqueur : 1999, 2008, 2009 - Finaliste : 1998, 2001, 2002 et 2004 - 3e : 2003 - Tournoi qualificatif à la Coupe du monde (3) - Vainqueur : 2008, 2009 et 2013 - Jeux européens - Finaliste : 2019 - 3e : 2023 |

## Joueurs

### Anciens joueurs
- Ramiro Amarelle (1997-2013)
- Roberto Valeiro (2001-2009)

### Effectif actuel
| #  | Nom                | Date de naissance | Poste     | Club                   | Taille |
| -- | ------------------ | ----------------- | --------- | ---------------------- | ------ |
| 1  | Dona               | 16 août 1982      | Gardien   | UD Almeria             | 1,79   |
| 2  | Jose Cintas        | 22 septembre 1987 | Pivot     | Melistar CF            | 1,80   |
| 3  | Antonio Mayor      | 20 avril 1983     | Pivot     | UD Almeria             | 1,74   |
| 4  | Francisco Mejias   | 5 mai 1987        | Pivot     | Cadiz CF               | 1,75   |
| 5  | Juanma             | 6 août 1979       | Défenseur | CF Ciudad de Murcia    | 1,87   |
| 6  | Nico               | 24 juillet 1976   | Défenseur | UD Almeria             | 1,70   |
| 7  | Kuman              | 14 septembre 1991 | Ailier    | Colosseum Roma         | 1,71   |
| 8  | Daniel Pajón Gómez | 20 octobre 1984   | Défenseur | CF Ciudad de Murcia    | 1,76   |
| 9  | Raul Merida        | 24 décembre 1984  | Pivot     | UD Almeria             | 1,78   |
| 10 | Llorenç Gomez      | 3 novembre 1991   | Ailier    | Gimnàstic de Tarragona | 1,80   |
| 11 | Sidi               | 11 mars 1987      | Pivot     | Melistar CF            | 1,80   |
| 12 | Christian Mendez   | 5 mars 1983       | Gardien   | CF Ciudad de Murcia    | 1,80   |